# 禾草环
禾草环（拉丁語：corona graminea）是古罗马时期和罗马帝国早期的一种装饰品和奖励品，通常它只会颁授给曾经直接挽救过军团的将军、指挥官或高级兵士；譬如说颁授给曾带领罗马军团突破包围或绝境的将军。该禾草环会以该战場上采取的禾草、花卉、野草和各种谷物等植物编织而成，并由该得救的军队颁授给该将军。

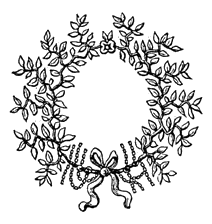
禾草环 corona obsidionalis（取自《迈耶百科词典》, 1885）